# دنیاگیری کووید-۱۹ در مالت
دنیاگیری کووید-۱۹ در مالت بخشی از دنیاگیری بیماری کروناویروس ۲۰۱۹ در جهان است. اولین مورد تأیید شده در مالت یک دختر ۱۲ ایتالیایی بود که در ۷ مارس ۲۰۲۰ در شهر والتا اعلام شد. بعداً تست والدین او نیز مثبت شناخته شد.